# Арцана
Арцана (итал. Arzana) је насеље у Италији у округу Нуоро, региону Сардинија.
Према процени из 2011. у насељу је живело 2465 становника. Насеље се налази на надморској висини од 678 м.

## Становништво
Према резултатима пописа становништва 2011. у општини је живело 2.501 становника.
| 1931. | 1936. | 1951. | 1961. | 1971. | 1981. | 1991. | 2001. | 2011. |
| ----- | ----- | ----- | ----- | ----- | ----- | ----- | ----- | ----- |
| 2.631 | 2.701 | 2.960 | 3.443 | 3.190 | 3.292 | 2.940 | 2.730 | 2.501 |